# Димитър Пантев
Димитър Павлинов Пантев е български футболист, който играе за Литекс (Ловеч) като вратар. Роден е на 18 юли 1989 г. Висок e 190 см. Юноша на Янтра (Габрово).

## Кариера

### Статистика
- Брой мачове, в които е играл – общо 324 /4 в А група, 150 в Б група, 170 във В група/
- Брой вкарани голове – 1 /във В група/
- Дисциплина –
- Дебют (първият отбор или клуб, за който е играл) – Янтра /Габрово/
- Дебют дата – 2007 г.
- Кариера – Янтра /Габрово/ /2007-2008/, Видима-Раковски /Севлиево/ /2008-2011/, Янтра /Габрово/ /2011-2014/, Академик /Свищов/ /2015/, Спартак /Плевен/ /от 2015 – …/